# El juicio del piloto Pirx
El Juicio del Piloto Pirx (en polaco: Test pilota Pirxa, en ruso: Дознание пилота Пиркса, romanizado: Doznaniye pilota Pirksa,  en estonio: Navigaator Pirx) es una película polaco-soviética de 1979 dirigida por Marek Piestrak. Se basa en la historia El test de Stanisław Lem, de su colección de cuentos cortos de 1968 Relatos del piloto Pirx. Supone una coproducción  de Zespoly Filmowe y Tallinnfilm. 

## Trama
Al astronauta Pirx se le encomenda una misión en la División de Cassini, un espacio entre los anillos de Saturno, si bien el verdadero objetivo secreto es evaluar algunos no lineales (androides con características "no lineales") para su uso como miembros de la tripulación en futuros vuelos espaciales. La misión se encuentra con un desastre cercano y la tripulación humana casi muere. Al regresar a la Tierra hay una investigación para determinar si Pirx fue el responsable del accidente. Pirx relata los hechos y al final se establece que uno de los robots provocó el mal funcionamiento de una sonda e intentó pasar a través de la División para lanzar la sonda manualmente, un intento que mataría a los tripulantes humanos y demostraría la superioridad de los no lineales sobre los humanos.

## Reparto
- Sergei Desnitsky como comandante Pirx
- Zbigniew Lesien como John Calde
- Aleksandr Kaidanovsky como Tom Nowak, neurólogo y cibernético
- Vladímir Ivashov como Harry Brown, segundo piloto
- Tõnu Saar como Kurt Weber, ingeniero nucleonicista
- Igor Przegrodzki como McGuirr

- Datos: Q2369914